# Старые письма
 «Старые письма»  — советский художественный телефильм 1981 года, снятый на Киностудии имени А. Довженко.

## Сюжет
Иван Лукич вернулся с фронта домой, но когда узнал об измене своей жены, оставил её одну с маленькой дочерью. Спустя время он, конечно, попытался их разыскать, но всё было безрезультатно. Шли годы, он обзавёлся новой семьей и однажды всё-таки встретил дочь. Она же, в свою очередь, была уверена в его гибели на фронте.

## В ролях
- Андрей Дударенко — Иван Лукич Тенин
- Наталья Варлей — Нюра и Лиза
- Ирина Бунина — Вера, дочь Теннина
- Анна Николаева — Антонина Васильевна, жена Теннина
- Анатолий Матешко — Миша, сын Тенина
- Вячеслав Езепов — Сергей Сергеевич, муж Веры
- Леонид Бакштаев — Вадим, муж Лизы
- Алексей Лышак — Ваня, сын Веры
- Николай Шутько — Никитович
- Татьяна Антонова — гостья на свадьбе
- Александр Ануров — чтец
- Виктор Демерташ — гость на свадьбе
- Сергей Дворецкий — король, солдат из Воркуты
- Маргарита Криницына — соседка Нюры

## Съемочная группа
- Режиссер-постановщик: Анатолий Иванов
- Сценаристы: Владимир Фиганов, Рамиз Фаталиев
- Оператор-постановщик: Владимир Тарнавский
- Художник-постановщик: Петр Максименко
- Композитор: Владимир Быстряков
- Автор текста песни: Александр Вратарёв
- Режиссер: Ю. Филин
- Оператор: В. Пономарев
- Звукооператор: Наталья Домбругова
- Режиссер монтажа: Алла Голубенко
- Художники: по костюмам — Светлана Побережная, по гриму — Людмила Семашко
- Комбинированные съемки: оператор — Павел Король, художник — А. Андрощук
- Редактор: Елена Шеина
- Директор картины: Лилия Залесова